# Сент Џонсвил (Њујорк)
Сент Џонсвил (енгл. St. Johnsville) град је у америчкој савезној држави Њујорк.

## Демографија
По попису из 2010. године број становника је 1.732, што је 47 (2,8%) становника више него 2000. године.
| Група             | 2000.         | 2010.         |
| Белци             | 1.645 (97,6%) | 1.665 (96,1%) |
| Афроамериканци    | 2 (0,1%)      | 13 (0,8%)     |
| Азијати           | 3 (0,2%)      | 4 (0,2%)      |
| Хиспаноамериканци | 22 (1,3%)     | 35 (2,0%)     |
| Укупно            | 1.685         | 1.732         |